# Antonio Isasi-Isasmendi

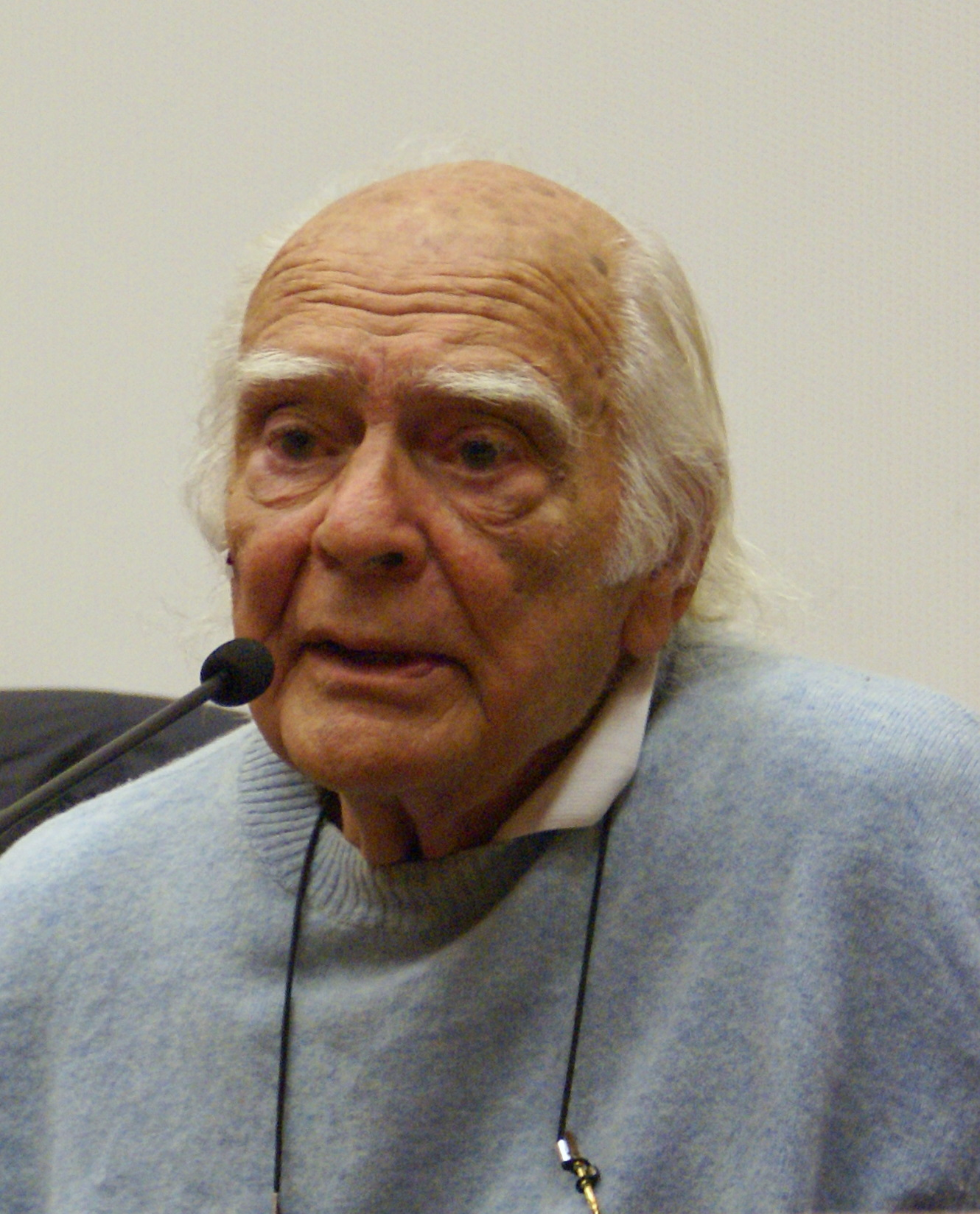
Antonio Isasi-Isasmendi (2011)

José Antonio Isasi-Isasmendi Lasa (* 22. März 1927 in Madrid; † 28. September 2017 auf Ibiza) war ein spanischer Filmregisseur, Drehbuchautor, Filmeditor und Filmproduzent.

## Leben und Karriere
Antonio Isasi-Isasmendi wurde als Sohn von Antonio Ysasi-Ysasmendi Roji (1901–1938) und dessen Ehefrau Nieves Lasa Nogué geboren. Die wirkliche Schreibweise seines Nachnamens lautet daher „Ysasi-Ysasmendi Lasa“.
Er begann 1946 seine Karriere im Filmgeschäft als Editor von Ignacio F. Iquinos Kurzfilm Noche Flamenco. Es folgten dessen Filme El ángel gris (1947) und Canción mortal (1948). Bis 1955 war er auch für den Filmschnitt bei Projekten von Antonio Román, Jerónimo Mihura, Manuel Tamayo, Julio Salvador, Joaquín Luis Romero Marchent und Francisco Rovira Beleta verantwortlich.
Für Julio Salvadors Apartado de correos 1001 (1950) schrieb Isasi-Isasmendi erstmals mit am Drehbuch, zusammen mit Julio Coll. Erstmals selbst Regie führte er ebenfalls 1950 bei seiner Kurzdoku über Barcelona mit dem Titel Barcelona es bona.
Im Jahr 1956 gründete er eine eigene Produktionsfirma. Sein erster selbst produzierter Film war 1958 Blutige Rhapsodie, bei dem er ebenfalls das Drehbuch schrieb und Regie führte. Der internationale Durchbruch gelang ihm mit Das Geheimnis des Scaramouche (1963). Er war Mitglied der internationalen Jury bei den Internationalen Filmfestspielen Berlin 1981. Das Drehbuch zu El aire de un crimen war im Rahmen des Goya 1989 in der Kategorie Bestes adaptiertes Drehbuch nominiert.
Isasi-Isasmendi hatte eine Beziehung mit der Schauspielerin Marisa Paredes, aus der als gemeinsame Tochter die Schauspielerin María Isasi hervorging.

## Filmografie (Auswahl)
- 1950: Barcelona es bona (Regie und Drehbuch)
- 1954: Relato policíaco (Regie und Drehbuch)
- 1956: La huida (Regie und Drehbuch)
- 1958: Blutige Rhapsodie (Rapsodia de sangre) (Regie, Drehbuch und Produktion)
- 1958: Pasión bajo el sol (Regie und Drehbuch)
- 1959: Diego, der Geächtete (Diego Corrientes) (Regie, Drehbuch und Produktion)
- 1960: Sentencia contra una mujer (Regie und Drehbuch)
- 1961: Vamos a contar mentiras (Regie und Drehbuch)
- 1962: La mentira tiene cabellos rojos (Regie und Drehbuch)
- 1962: Blutige Erde (Tierra de todos) (Regie und Produktion)
- 1963: Das Geheimnis des Scaramouche (La máscara de Scaramouche) (Regie und Drehbuch)
- 1963: Escuadrilla de vuelo (Drehbuch und Produktion); Regie Lluís Josep Comerón
- 1965: Unser Mann aus Istanbul (Operación Estambul) (Regie, Dialog und Produktion)
- 1967: Después del gran robo (Produktion); Regie Miguel Iglesias
- 1968: El Baldiri de la costa (Drehbuch und Produktion); Regie José María Font Espina
- 1968: An einem Freitag in Las Vegas (Las Vegas, 500 millones) (Regie, Drehbuch und Produktion)
- 1972: Summertime-Killer (Un verano para matar) (Regie und Produktion)
- 1975: Rafael en Raphael (Regie, Drehbuch und Darsteller)
- 1977: El perro (Regie, Drehbuch und Kameraoperateur)
- 1984: In der Schußlinie (On the Line) (Produktionsbeteiligung)
- 1985: Goya (Drehbuch für drei Episoden der Fernsehfilmserie)
- 1988: El aire de un crimen (Regie und Drehbuch)

## Auszeichnungen
- 1989: Nominierung für den Goya in der Kategorie Bestes adaptiertes Drehbuch für El aire de un crimen
- 2000: Goya-Ehrenpreis für das Lebenswerk